# Arrival of Everglow
Arrival of Everglow (стилізується великими літерами) — дебютний сингл-альбом південнокорейського дівчачого гурту Everglow. Цифровий реліз відбувся 18 березня 2019, а 19 березня відбувся фізичний реліз під лейблом Yuehua Entertainment, а дистрибуцією займалися Genie Music та Stone Music Entertainment. Сингл-альбом складається з трьох треків: «Moon», «D+1», й головний сингл — «Bon Bon Chocolat».

## Передумови та реліз
6 березня 2019, Yuehua Entertainment анонсували через SNS, що Everglow дебютують з сингл-альбомом Arrival of Everglow.
8 березня 2019 вийшли концепт-фото кожної учасниці. Альбом складається з трьох пісень: «Moon», головний сингл — «Bon Bon Chocolat» та «D+1». 12 березня вийшов музичний тизер «Bon Bon Chocolat» а 18 березня вийшло повне музичне відео.
Хореографію пісні «Bon Bon Chocolat» зробила Lia Kim.

## Просування
18 березня Everglow провели концерт у Blue Square YES24 Live Hall, де вони виступили з усіма трьома піснями альбому.
21 березня гурт почав просування титульного синглу «Bon Bon Chocolat». Спочатку вони виступили на шоу Mnet — M Countdown, а пізніше на KBS Music Bank, MBC Show! Music Core та SBS Inkigayo.

## Комерційний результат
Сингл «Bon Bon Chocolat» дебютував на 5 місці у чарті Billboard World Digital Songs та 10 місці у чарті KKBox Kpop chart.

## Список пісень
| Список пісень Arrival of Everglow | Список пісень Arrival of Everglow | Список пісень Arrival of Everglow             | Список пісень Arrival of Everglow                        | Список пісень Arrival of Everglow        | Список пісень Arrival of Everglow |
| #                                 | Назва                             | Автор слів                                    | Автор музики                                             | Aранжування                              | Тривалість                        |
| --------------------------------- | --------------------------------- | --------------------------------------------- | -------------------------------------------------------- | ---------------------------------------- | --------------------------------- |
| 1.                                | «Moon» (달아)                     | Seo Ji-eum E:U                                | Andreas Öberg Ludwig Lindell Skylar Mones Rosanna Ener   | Ludwig Lindell                           | 3:14                              |
| 2.                                | «Bon Bon Chocolat» (봉봉쇼콜라)   | JQ Tomboy Yoonsoo Lee Ji-won (makeumineworks) | Melanie Fontana Michel 'Lindgren' Schulz Jurek Reunämaki | Jurek Reunämaki Michel 'Lindgren' Schulz | 3:49                              |
| 3.                                | «D+1»                             | Brother Su                                    | 72 Andrew Lane Breezelle Fox Geist Pollock               | Geist Pollock                            | 4:37                              |
| 11:00                             |                                   |                                               |                                                          |                                          |                                   |

## Чарти
| Чарт (2019)                | Пікова позиція |
| -------------------------- | -------------- |
| South Korean Albums (Gaon) | 6              |

## Нагороди і номінації
| Видавець   | Список                         | Пісня              | Місце | Прим.  |
| ---------- | ------------------------------ | ------------------ | ----- | ------ |
| MTV        | The Best K-pop B-sides of 2019 | «Moon»             | 19    | [ 9 ]  |
| Refinery29 | The Best K-Pop Songs Of 2019   | «Bon Bon Chocolat» | 19    | [ 10 ] |

## Історія релізу
| Регіон         | Дата            | Формат              | Лейбл                                        |
| -------------- | --------------- | ------------------- | -------------------------------------------- |
| Південна Корея | 19 березня 2019 |                     |                                              |
| Південна Корея | 19 березня 2019 | CD                  | Yuehua Genie Music Stone Music Entertainment |
| Інші           | 18 березня 2019 | Завантаження музики | Yuehua Genie Music Stone Music Entertainment |